# Dyskografia One Direction
Dyskografia One Direction – brytyjskiego boysbandu składa się z pięciu albumów studyjnych, siedemnastu singli (w tym dwa charytatywne) oraz piętnastu teledysków.
Grupa została stworzona przez Simona Cowella i podpisała kontrakt z wytwórnią Syco po tym jak zajęła trzecie miejsce w siódmej brytyjskiej edycji programu X-Factor. W Ameryce Północnej podpisali także kontrakt z wytwórnią płytową Columbia Records. 18 listopada 2011 roku pojawił się ich pierwszy album zatytułowany Up All Night, który zadebiutował na drugim miejscu na liście UK Albums Chart. Płyta dotarła do szczytu notowania w Australii, Kanadzie, Nowej Zelandii, Szwecji oraz Stanach Zjednoczonych. Zdobyła także status potrójnej platynowej płyty w Irlandii i Australii, podwójnej platynowej w Nowej Zelandii, platynowej w Kanadzie oraz w Polsce i złotej w Szwecji. Pierwszy singel „What Makes You Beautiful” został wydany miesiąc przed wydaniem płyty i przez jeden tydzień znajdował się na szczycie listy UK Singles Chart.

## Albumy studyjne
| Rok                                                     | Dane dot. albumu                                                                                            | Pozycje na listach przebojów | Pozycje na listach przebojów | Pozycje na listach przebojów | Pozycje na listach przebojów | Pozycje na listach przebojów | Pozycje na listach przebojów | Pozycje na listach przebojów | Pozycje na listach przebojów | Pozycje na listach przebojów | Pozycje na listach przebojów | Pozycje na listach przebojów | Pozycje na listach przebojów | Pozycje na listach przebojów | Pozycje na listach przebojów | Pozycje na listach przebojów | Pozycje na listach przebojów | Pozycje na listach przebojów | Pozycje na listach przebojów | Pozycje na listach przebojów | Certyfikat |
| Rok                                                     | Dane dot. albumu                                                                                            | UK                           | AUS                          | AUT                          | CAN                          | DEN                          | ESP                          | FIN                          | FRA                          | GER                          | ITA                          | IRL                          | NLD                          | NOR                          | NZ                           | POL                          | POR                          | SWE                          | SWI                          | USA                          | Certyfikat |
| ------------------------------------------------------- | --- | ---------------------------- | ---------------------------- | ---------------------------- | ---------------------------- | ---------------------------- | ---------------------------- | ---------------------------- | ---------------------------- | ---------------------------- | ---------------------------- | ---------------------------- | ---------------------------- | ---------------------------- | ---------------------------- | ---------------------------- | ---------------------------- | ---------------------------- | ---------------------------- | ---------------------------- | --- |
| 2011                                                    | Up All Night - Wydany: 18 listopada 2011 - Wytwórnia: Syco, Columbia - Format: CD, digital download         | 2                            | 1                            | 18                           | 1                            | 4                            | 4                            | 4                            | 15                           | 16                           | 1                            | 1                            | 7                            | 9                            | 1                            | 6                            | 3                            | 1                            | 18                           | 1                            | - UK: 3× platynowa płyta - AUS: 4× platynowa płyta - CAN: 3× platynowa płyta - DEN: złota płyta - FRA: złota płyta - IFPI: platynowa płyta - IRL: 3× platynowa płyta - NZ: 3× platynowa płyta - POL: platynowa płyta - USA: platynowa płyta |
| 2012                                                    | Take Me Home - Wydany: 9 listopada 2012 - Wytwórnia: Syco, Columbia - Format: CD, digital download          | 1                            | 1                            | 2                            | 1                            | 1                            | 3                            | 2                            | 3                            | 2                            | 1                            | 1                            | 1                            | 1                            | 1                            | 3                            | 1                            | 1                            | 1                            | 1                            | - UK: 3× platynowa płyta - AUS: 3× platynowa płyta - AUT: złota płyta - CAN: 3× platynowa płyta - DEN: platynowa płyta - ESP: platynowa płyta - FRA: platynowa płyta - IFPI: platynowa płyta - IRL: 3× platynowa płyta - NLD: platynowa płyta - NOR: złota płyta - NZ: 2× platynowa płyta - POL: platynowa płyta - POR: platynowa płyta - SWI: złota płyta - USA: platynowa płyta |
| 2013                                                    | Midnight Memories - Wydany: 25 listopada 2013 - Wytwórnia: Syco, Columbia - Format: CD, digital download    | 1                            | 1                            | 2                            | 1                            | 1                            | 1                            | 2                            | 2                            | 5                            | 2                            | 1                            | 2                            | 1                            | 2                            | 2                            | 1                            | 1                            | 2                            | 1                            | - UK: 2× platynowa płyta - AUS: 2× platynowa płyta - AUT: złota płyta - CAN: 2× platynowa płyta - NZ: platynowa płyta - POL: 2× platynowa płyta - SWI: platynowa płyta - USA: platynowa płyta |
| 2014                                                    | Four - Wydany: 17 listopada 2014 - Wytwórnia: Syco, Columbia - Format: CD, LP, digital download             | 1                            | 1                            | 1                            | 1                            | 1                            | 2                            | 1                            | 2                            | 5                            | 1                            | 1                            | 1                            | 1                            | 1                            | 3                            | 1                            | 1                            | 2                            | 1                            | - POL: 2× platynowa płyta |
| 2015                                                    | Made in the A.M. - Wydany: 13 listopada 2015 - Wytwórnia: Syco, Columbia - Format: CD, LP, digital download | 1                            | 2                            | 2                            | 2                            | 4                            | 1                            | 1                            | 4                            | 2                            | 1                            | 1                            | 3                            | 2                            | 2                            | 1                            | 1                            | 2                            | 3                            | 2                            | - POL: 3× platynowa płyta |
| „–” oznacza, że album nie był notowany na danej liście. | |                              |                              |                              |                              |                              |                              |                              |                              |                              |                              |                              |                              |                              |                              |                              |                              |                              |                              |                              | |

### Single
| Rok                                                     | Tytuł                                | Najwyższe pozycje na listach | Najwyższe pozycje na listach | Najwyższe pozycje na listach | Najwyższe pozycje na listach | Najwyższe pozycje na listach | Najwyższe pozycje na listach | Najwyższe pozycje na listach | Najwyższe pozycje na listach | Najwyższe pozycje na listach | Najwyższe pozycje na listach | Najwyższe pozycje na listach | Najwyższe pozycje na listach | Certyfikat | Album             |
| Rok                                                     | Tytuł                                | UK                           | AUS                          | CAN                          | DEN                          | FRA                          | GER                          | IRL                          | NLD                          | NZ                           | POL                          | SWI                          | US                           | Certyfikat | Album             |
| ------------------------------------------------------- | ------------------------------------ | ---------------------------- | ---------------------------- | ---------------------------- | ---------------------------- | ---------------------------- | ---------------------------- | ---------------------------- | ---------------------------- | ---------------------------- | ---------------------------- | ---------------------------- | ---------------------------- | --- | ----------------- |
| 2011                                                    | „What Makes You Beautiful”           | 1                            | 7                            | 7                            | 26                           | 39                           | 40                           | 1                            | 63                           | 2                            | –                            | 16                           | 4                            | - UK: platynowa płyta - AUS: 6× platynowa płyta - CAN: 4× platynowa płyta - DEN: 2× platynowa płyta - NOR: 7× platynowa płyta - NZ: 2× platynowa płyta - SWI: platynowa płyta - USA: 4× platynowa płyta | Up All Night      |
| 2011                                                    | „Gotta Be You”                       | 3                            | –                            | –                            | –                            | –                            | –                            | 3                            | –                            | –                            | –                            | –                            | –                            | | Up All Night      |
| 2012                                                    | „One Thing”                          | 9                            | 3                            | 17                           | –                            | 91                           | –                            | 6                            | 72                           | 16                           | –                            | –                            | 39                           | - UK: srebrna płyta - AUS: 2× platynowa płyta - CAN: 2× platynowa płyta - DEN: złota płyta - NOR: 3× platynowa płyta - NZ: złota płyta - USA: platynowa płyta                                           | Up All Night      |
| 2012                                                    | „More Than This”                     | 86                           | 49                           | –                            | –                            | –                            | –                            | 39                           | –                            | –                            | –                            | –                            | –                            | - AUS: złota płyta - NOR: platynowa płyta | Up All Night      |
| 2012                                                    | „Live While We’re Young”             | 3                            | 2                            | 7                            | 4                            | 20                           | 22                           | 1                            | 3                            | 1                            | –                            | 7                            | 3                            | - UK: srebrna płyta - AUS: 2× platynowa płyta - CAN: platynowa płyta - DEN: złota płyta - NZ: platynowa płyta - USA: platynowa płyta                                                                    | Take Me Home      |
| 2012                                                    | „Little Things”                      | 1                            | 9                            | 30                           | 23                           | 58                           | 89                           | 2                            | –                            | 2                            | –                            | 38                           | 33                           | - UK: złota płyta - AUS: 2× platynowa płyta - CAN: platynowa płyta - NOR: 2× platynowa płyta - NZ: złota płyta - USA: platynowa płyta                                                                   | Take Me Home      |
| 2013                                                    | „Kiss You”                           | 9                            | 13                           | 33                           | 24                           | 36                           | 69                           | 7                            | 30                           | 13                           | –                            | 45                           | 46                           | - UK: srebrna płyta - AUS: platynowa płyta - CAN: platynowa płyta - DEN: złota płyta - NOR: platynowa płyta - NZ: złota płyta - USA: złota płyta                                                        | Take Me Home      |
| 2013                                                    | „One Way or Another (Teenage Kicks)” | 1                            | 3                            | 9                            | 1                            | 17                           | 22                           | 1                            | 1                            | 3                            | 1                            | 7                            | 13                           | - UK: złota płyta - AUS: platynowa płyta - DEN: złota płyta - NOR: platynowa płyta - NZ: złota płyta - USA: złota płyta                                                                                 | –                 |
| 2013                                                    | „Best Song Ever”                     | 2                            | 4                            | 12                           | 2                            | 12                           | 20                           | 2                            | 5                            | 3                            | –                            | 11                           | 2                            | - UK: srebrna płyta - AUS: platynowa płyta - NZ: złota płyta - USA: platynowa płyta | Midnight Memories |
| 2013                                                    | „Story of My Life”                   | 2                            | 3                            | 3                            | 1                            | 22                           | 22                           | 1                            | 3                            | 1                            | 7                            | 13                           | 6                            | - UK: srebrna płyta - AUS: platynowa płyta - CAN: złota płyta - NZ: platynowa płyta - USA: platynowa płyta                                                                                              | Midnight Memories |
| 2014                                                    | „Midnight Memories”                  | 39                           | 45                           | 35                           | 2                            | 14                           | 91                           | 3                            | 5                            | 3                            | 16                           | 54                           | 12                           | | Midnight Memories |
| 2014                                                    | „You & I”                            | 19                           | 23                           | 78                           | 38                           | 42                           | 52                           | 7                            | 32                           | 22                           | –                            | 21                           | 68                           | | Midnight Memories |
| 2014                                                    | „Steal My Girl”                      |                              |                              |                              |                              |                              |                              |                              |                              |                              |                              |                              |                              | | Four              |
| 2014                                                    | „Night Changes”                      |                              |                              |                              |                              |                              |                              |                              |                              |                              |                              |                              |                              | | Four              |
| 2015                                                    | „Drag Me Down”                       |                              |                              |                              |                              |                              |                              |                              |                              |                              |                              |                              |                              | - POL: 4× platynowa płyta | Made in the A.M.  |
| 2015                                                    | „Perfect”                            |                              |                              |                              |                              |                              |                              |                              |                              |                              |                              |                              |                              | | Made in the A.M.  |
| 2015                                                    | „History”                            |                              |                              |                              |                              |                              |                              |                              |                              |                              |                              |                              |                              | - POL: złota płyta | Made in the A.M.  |
| „–” oznacza, że album nie był notowany na danej liście. |                                      |                              |                              |                              |                              |                              |                              |                              |                              |                              |                              |                              |                              | |                   |

### Z gościnnym udziałem
| 2010                                                     | „Heroes” (Singel jako uczestnicy X-Factora)                               | 1 | 1 |
| 2011                                                     | „Wishing on a Star” (Singel finalistów ósmej edycji X-Factora wraz z JLS) | 1 | 1 |
| „–” oznacza, że singel nie był notowany na danej liście. |                                                                           |   |   |

## Inne utwory
| Title                                                   | Year | Peak chart positions | Peak chart positions | Peak chart positions | Peak chart positions | Peak chart positions | Album        |
| Title                                                   | Year | UK                   | AUS                  | CAN                  | IRE                  | NZ                   | Album        |
| ------------------------------------------------------- | ---- | -------------------- | -------------------- | -------------------- | -------------------- | -------------------- | ------------ |
| „Na Na Na”                                              | 2011 | –                    | 86                   | –                    | 27                   | –                    | Up All Night |
| „Another World”                                         | 2011 | 85                   | 66                   | –                    | –                    | –                    | Up All Night |
| „Moments”                                               | 2011 | 118                  | 60                   | 87                   | –                    | –                    | Up All Night |
| „Stand Up”                                              | 2011 | –                    | 80                   | –                    | –                    | –                    | Up All Night |
| „I Should Have Kissed You”                              | 2012 | 55                   | 71                   | –                    | –                    | 27                   | Up All Night |
| „–” oznacza, że singel nie był notowany na danej liście |      |                      |                      |                      |                      |                      |              |

## DVD
| 2012                                                    | Up All Night: The Live Tour - Wydany: 28 maja 2012 - Wytwórnia: Syco, Columbia - Format: DVD | 6 | 1 | 8 | 1 | 1 | 1 | 1 | - AUS: 9× platynowa płyta |
| „–” oznacza, że album nie był notowany na danej liście. |                                                                                              |   |   |   |   |   |   |   |                           |

## Teledyski
| Rok  | Singel                                                                       | Reżyser           |
| ---- | ---------------------------------------------------------------------------- | ----------------- |
| 2010 | „Heroes” (jako finaliści programu X-Factor w 2010 roku)                      | –                 |
| 2011 | „What Makes You Beautiful”                                                   | John Urbano       |
| 2011 | „Gotta Be You”                                                               | John Urbano       |
| 2011 | „Wishing on a Star” (finaliści programu X-Factor wraz z JLS i One Direction) | –                 |
| 2012 | „One Thing”                                                                  | Declan Whitebloom |
| 2012 | „Live While We’re Young”                                                     | Vaughan Arnell    |
| 2012 | „Little Things”                                                              | Vaughan Arnell    |
| 2013 | „Kiss You”                                                                   | Vaughan Arnell    |
| 2013 | „One Way or Another (Teenage Kicks)”                                         | Ben Winston       |
| 2013 | „Best Song Ever”                                                             | Ben Winston       |
| 2013 | „Story of My Life”                                                           | Ben Winston       |
| 2014 | „Midnight Memories”                                                          | Ben Winston       |
| 2014 | „You & I”                                                                    | Ben Winston       |
| 2014 | „Steal My Girl”                                                              | Ben Winston       |
| 2014 | „Night Changes”                                                              | Ben Winston       |
| 2015 | „Drag Me Down”                                                               | Ben Winston       |